# Paintsville
La ville de Paintsville (prononcé localement [ˈpeɪntsvəl]) est le siège du comté de Johnson, dans l'État du Kentucky, aux États-Unis. Sa population s’élevait à 3 459 habitants lors du recensement de 2010, estimée à 4 203 habitants en 2016.